# Descomyces giachinii
Descomyces giachinii är en svampart som beskrevs av Trappe, V.L. Oliveira, Castellano & Claridge 2000. Descomyces giachinii ingår i släktet Descomyces och familjen spindlingar.   Inga underarter finns listade i Catalogue of Life.